# Мецгер, Густав
Густав Мецгер (нем. Gustav Metzger; 10 апреля 1926[…], Нюрнберг, Бавария — 1 марта 2017[…], Лондон) — немецкий и британский художник и политический активист, который разработал концепцию автодеструктивного искусства, а так же направления Art Strike. Вместе с Джоном Шарки он организовал в 1966 году художественную группу Destruction in Art Symposium.

## Ранние годы и образование
Мецгер родился в семье польских евреев в Нюрнберге, Германия, в 1926 году, приехал в Великобританию в 1939 году в качестве беженца. Он потерял польское гражданство и был без гражданства с конца 1940-х годов. Позже получил грант от еврейской общины Великобритании на обучение в Королевской академии изящных искусств в Антверпене в период с 1948 по 1949 год. Именно благодаря опыту разрушительных тенденций XX века Мецгер пришел к концентрированной формулировке того, что такое разрушение и как оно может быть отражено в искусстве.

## Карьера
Он был известен как ведущий представитель автодеструктивного искусства и как участник движения Art Strike. Он также был активным членом британской антивоенной группы Комитет 100.
В 1959 году Мецгер опубликовал первый автодеструктивный манифест — «Автодеструктивное искусство». В 2015 году Архитектурная ассоциация опубликовала факсимильное издание стенограммы лекции Мецгера, которую он прочел в 1964 году, данная лекция рассматривается многими как один из первых проведенных хеппенингов. В 1962 году он участвовал в Фестивале неудач, организованном членами группы Fluxus, в галерее One, Лондон. Гитарист Пит Таунсенд из группы The Who учился у Мецгера, и в течение 1960-х работы Мецгера проецировались на экраны на концертах The Who. Мецгер также работал с рок-группой Cream, предоставляя им световые шоу в 1960-х годах.
В 2005 году посетил выставку EASTinternational, которую объявил «Художественной выставкой без искусства».
В течение 60 лет Мецгер создавал политически ангажированные работы, в качестве художественного материала он использовал все, начиная от промышленного и бытового мусора и заканчивая старыми газетами, жидкими кристаллами, промышленными материалами и даже кислотой.
С 29 сентября по 8 ноября 2009 года в Галереи Серпентайн была представлена самая обширная выставка его работ в Великобритании. Среди экспонатов — инсталляция Flailing Trees, 15 перевернутых ивовых деревьев, встроенных в бетонный блок, символизирующих мир, перевернутый с ног на голову в результате глобального потепления. Мецгер заявил, что «художники играют особую роль в противостоянии вымиранию, хотя бы на теоретической, интеллектуальной основе».
Мецгер жил и работал в Восточном Лондоне.

## Влияния
Художник Дэвид Бомберг, работавший в группе Borough Group, учился у Мецгера и оказал большое влияние на его развитие.

## Смерть
Мецгер скончался в возрасте 90 лет в своем доме в Лондоне 1 марта 2017 года.

## Наследие
Когда Мецгер читал лекции в Илингском художественном колледже, одним из его учеников был рок-музыкант Пит Таунсенд, который позже сослался на концепции Мецгера как влияние на его знаменитый гитарный удар во время выступлений The Who. Он также повлиял на работы компьютерного вируса созданного цифровым художником Джозефом Нечваталом .

## Рекомендации
1. 1 2  RKDartists (нидерл.)
2. 1 2  Gustav Metzger // compArt database Digital Art — 2010.
3. 1 2  Центр искусств и медиатехнологий — 1997.
4. 1 2  Gustav Metzger, pioneer of auto-destructive art, dies aged 90
5. 1 2  Gustav Metzger // Munzinger Personen (нем.)
6. 1 2  Deutsche Nationalbibliothek Record #120023989 // Gemeinsame Normdatei (нем.) — 2012—2016.
7. 1 2  Brown, Mark. Gustav Metzger, pioneer of auto-destructive art, dies aged 90. The Guardian. Архивировано 2 марта 2017. Дата обращения: 2 марта 2017.
8. ↑  Jones, Jonathan. Gustav Metzger: the liquid crystal revolutionary. The Guardian. Архивировано 2 марта 2017. Дата обращения: 2 марта 2017.
9. ↑  Gustav Metzger. Printed Matter. Дата обращения: 12 сентября 2019. Архивировано 19 февраля 2019 года.
10. 1 2 3  Gustav Metzger. Anglia Ruskin University. Дата обращения: 12 сентября 2019. Архивировано 12 января 2019 года.
11. ↑  Pioneers in Art and Science: Metzger (film), Ken McMullen (film director) 2004
12. ↑  Alan Liu, (2004) The Laws of Cool, University of Chicago Press, pp. 330—331.
13. ↑  Peace News, 15 September 1961, p 9
14. ↑  'Auto-destructive art' pioneer Gustav Metzger dies at 90. Washington Times. Архивировано 2 марта 2017. Дата обращения: 2 марта 2017.
15. ↑  Kristine Stiles & Peter Selz, Theories and Documents of Contemporary Art: A Sourcebook of Artists' Writings (Second Edition, Revised and Expanded by Kristine Stiles) University of California Press 2012, pp. 470—471
16. ↑  Auto-Destructive Art: Metzger at AA | AA Bookshop (англ.). aabookshop.net. Дата обращения: 7 марта 2018. Архивировано 7 марта 2018 года.
17. ↑  The man who inspired Pete Townshend to smash his guitars – Gustav Metzger, pioneer of auto-destructive art, has died aged 90. The Telegraph (англ.). Архивировано 5 марта 2017. Дата обращения: 5 марта 2017.
18. ↑  Music: Auto-destruction - anyway, anyhow, anywhere|publisher=The Independent
19. ↑  BBC - Norfolk - Entertainment - EAST International '05. BBC Norfolk. Дата обращения: 12 сентября 2019. Архивировано 24 ноября 2018 года.
20. 1 2  Hanamirian, Jocelyn. «Gustav Metzger at the Serpentine Gallery London Архивная копия от 19 января 2021 на Wayback Machine.» Modern Painters, September 2009.
21. ↑  Cleaner bins rubbish bag artwork. BBC News. Архивировано 2 марта 2017. Дата обращения: 2 марта 2017.
22. ↑  Jones, A. Introduction to the Historic Photographs of Gustav Metzger Архивная копия от 21 января 2021 на Wayback Machine, Forum for Holocaust Studies, University College London, retrieved 30 August 2006.
23. ↑  Alan Liu, (2004) The Laws of Cool, University of Chicago Press, pp. 331—336 & 485—486.